# Duhový Pride

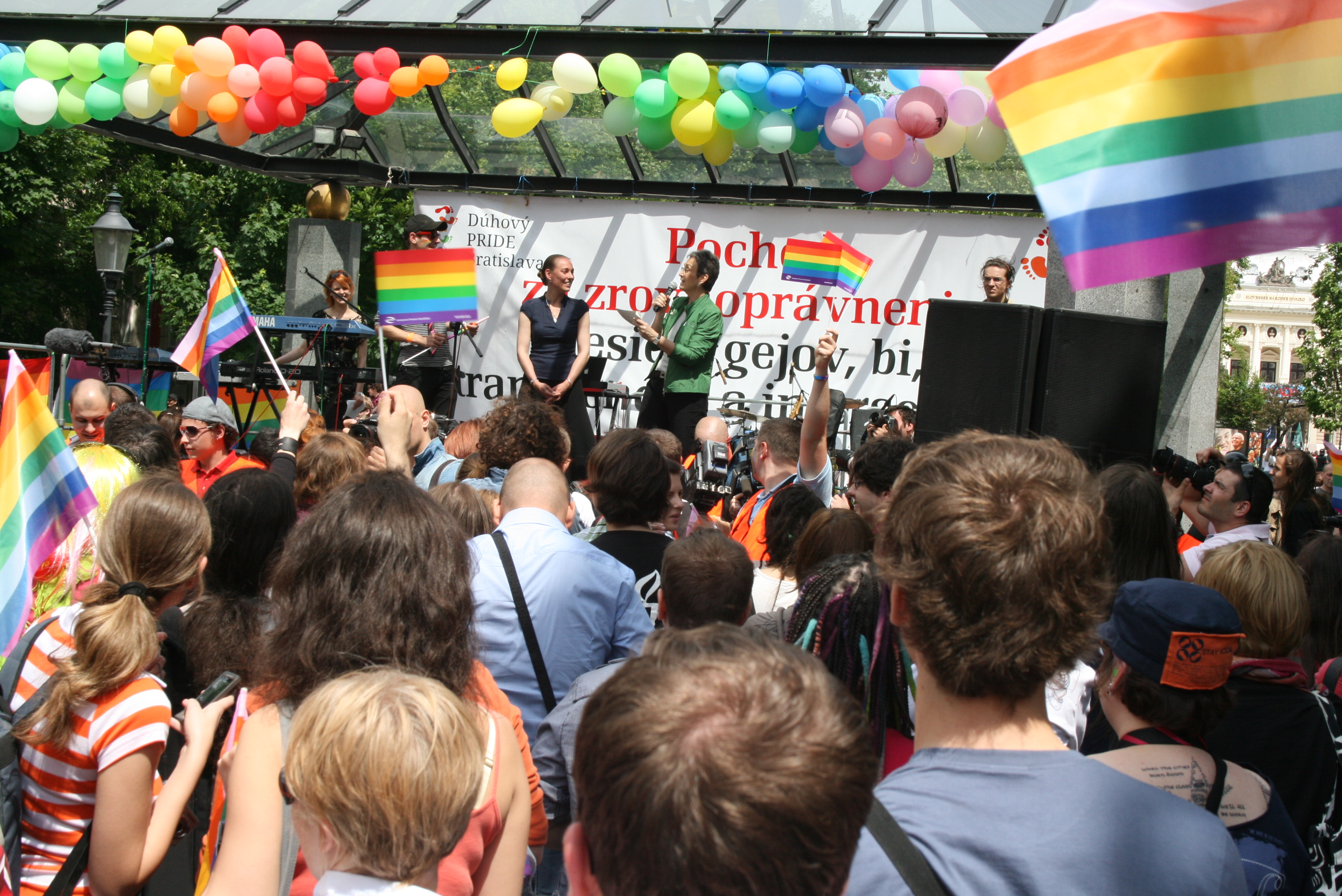
Shromáždění na Hviezdoslavově náměstí před pochodem 2010

Duhový Pride (v originále též Dúhový PRIDE Bratislava) je slovenské shromáždění a pochod za práva LGBTI osob (leseb, gayů, bisexuálních, transgenderových a intersexuálních lidí) i jejich rodin a oslavou jejich hrdosti po vzoru „gay pride“. Koná se každoročně od roku 2010.

## Původ a smysl
Událost navazuje na tradici Stonewallských nepokojů, kdy se příslušníci sexuálních menšin aktivně postavili policejním zátahům v newyorských gay klubech. Pořadatelé v názvu použili anglický výraz „pride“ jako „hrdost“ na příslušnost k menšinové společenské skupině a opak výrazu „potupa“, kterou podle nich zažívali a v některých zemích stále zažívají LGBT lidé z důvodu své sexuální orientace nebo genderové identity. Duhovým se Pride stal v souvislosti s duhou a duhovou vlajkou jako symbolem LGBT hnutí a komunity od 70. let 20. století, přičemž barevnost duhy pořadatelé chápou jako vyjádření různorodosti LGBT komunity.

## Ročníky

### 2015
Začátkem června 2015 organizátoři oznámili, že v tomto roce se Pride konat nebude. „Slovenská spoločnosť je stále otrávená nezmyselnou referendovou kampaňou. Chceme, aby bol Pride považovaný za pokojný, príjemný a kultúrny prejav hrdosti v kontraste k potupe, ktorú neustále LGBTI ľudia vo svojom živote zažívajú,“ uvedli organizátoři. Místo pochodu se konaly kampaně a akce.

### 2017
Sedmý ročník akce se odehrál dne 19. srpna 2017. Hlavní hvězda tohoto ročníku byla na Hviezdoslavově náměstí skupina Puding pani Elvisovej.

## Akce v dalších městech
Od roku 2013 se koná obdobná akce také ve východoslovenských Košicích, a to pod názvem PRIDE Dúhové Košice. Poprvé se uskutečnil 28. září 2013. V následujícím roce byl zorganizován na 14. září.
Podobný pochod se poprvé 29. června 2019 uskutečnil pod názvem PRIDE BB: Prechod na rovnosť také v Banské Bystrici. Pořadatelem akce byla neformální skupina Inokraj.